# Kulin
Kulin je bil od leta 1180 do 1204 ban Bosne, najprej kot vazal Bizantinskega cesarstva in nato vazal Ogrskega kraljestva, čeprav je bila njegova država de facto neodvisna, * okoli 1145, Usora, Bosna, † november 1204, Bosna. 
Bil je eden najvidnejših in najpomembnejših zgodovinskih vladarjev Bosne in imel velik vpliv na razvoj zgodnje bosanske zgodovine. Za enega od njegovih najpomembnejših diplomatskih dosežkov se šteje podpis Listine bana Kulina, ki je spodbujala trgovanje in vzpostavljanje mirnih odnosov  med Dubrovniško republiko  in njegovim kraljestvom.  Na položaju bosanskega bana ga je nasledil njegov sin Stjepan Kulinić. Kulin ban je bil ustanovitelj dinastije Kulinić. 

## Mladost
Kulinova sestra je bila poročena s humskim velikim knezom Miroslavom Zavidovićem, bratom srbskega velikega kneza Štefana Nemanje (1166–1196).  V tistem času je bil vladar Bosne  bizantinski cesar Manuel I. Komnen (1143–1180). Ko je cesar leta 1180 umrl, sta Štefan Nemanja in Kulin razglasila neodvisnost svojih kneževin.

## Vladanje
Njegovo vladanje se pogosto omenja kot zlato dobo Bosne, Kulin sam pa je glavni junak številnih bosanskih ljudskih pripovedi.  Bosna je bila v tem času popolnoma avtonomna in večinoma mirna.

### Vojna z Bizantinci
Leta 1183 so njegova vojska, ogrska vojska kralja Béle III. in srbska vojska Štefana Nemanje napadle Bizantinsko cesarstvo. Vzrok za vojno je bilo ogrsko nepriznavanje novega bizantinskega cesarja Andronika I. Komnena. Združena vojska je v vzhodni Srbiji naletela na malo odpora, ker so se bizantinske enote spopadala med seboj: lokalni poveljnik Aleksej Bran je podpiral novega cesarja, medtem ko je  Andronik Lapard temu nasprotoval in s svojo vojsko dezertiral. Združena vojska je brez težav pregnala Bizantince iz doline Morave in jih zasledovala do Sofije in napadla Beograd, Braničevo, Ravno, Niš in samo Sofijo.

### Bogomili
Leta 1199 je srbski knez Vukan Nemanjić seznanil papeža Inocenca III. s herezijo v Bosni. Trdil je, da Kulin toplo sprejema heretike, ki jih je izgnal splitski škof Bernard, in jih obravnava kot kristjane. Papež je leta 1200 pisno opozoril Kulinovega suverena, ogrskega kralja Emerika, da je "nemajhno število patarenov"  iz Splita in Trogirja odšlo h Kulinu, ki jih je toplo sprejel. V nadaljevanju mu je ukazal: "Pojdite in ugotovite resničnost teh poročil in če se jih Kulin ni pripravljen odreči, ga izženite iz države in zapleniti njegovo premoženje". Papež je omenil tudi to, da se mu je Kulin opravičeval, da beguncev nima za heretike, ampak za kristjane. V Bosno je poslal dva odposlanca, ki sta po celi Bosni zasliševala duhovščino, in leta 1202 pisal Bernardu, da je "množica ljudi v Bosni osumljena preklete katarske herezije".
Kulin je v spremstvu dubrovniškega nadškofa Bernarda in naddiakona  Marina poslal v Rim nekaj osumljencev za herezijo, da papež izpraša njihovo vero in jo potrdi ali obsodi. Hkrati je prosil papeža, naj pošlje v Bosno svojega zaupnika, ki bo nepristransko (aliquem virum idoneum de latere) preveril pravovernost njegovih podložnikov. Aprila aprila 1203 je na Bilinem polju organiziral zbor, na katerem je javno izpovedal svojo privrženost katoliški cerkvi.

### Listina bana Kulina
Listina bana Kulina je bil trgovinski sporazum med Bosno in Dubrovniško republiko, ki je uredil dubrovniške trgovinske pravice v Bosni. Podpisana je bila 29. avgusta 1189. Listina je eden od najstarejših pisnih dokumentov na Balkanu in spada med najstarejše zgodovinske dokumente, napisane v bosanski cirilici. Listina ima velik pomen v bosanskem nacionalnem ponosu in zgodovinski dediščini.
Dva primerka listine sta v Dubrovniku, eden pa v Sankt Peterburgu.

## Smrt
Ban Kulin je umrl leta 1204. Nasledil ga je sin Stjepan Kulinić.

## Družina
Kulin je bil poročen z Vojislavo, s katero je imel sinova
- Stjepana Kulinića, kasnejšega bana Bosne
- sina, ki je leta 1203 spremljal papeževe legate med raziskovanjem herezije v Bosni

## Zapuščina in ljudsko izročilo
Kulin je bil ustanovitelj prve de facto neodvisne bosanska države in je v Bosni še vedno zelo cenjena zgodovinska osebnost. Kulinova doba se še danes šteje za eno najbolj uspešnih zgodovinskih obdobij, ne samo za bosansko srednjeveško državo in njene fevdalne gospode, temveč tudi za navadne ljudi, katerih trajni spomin na te čase se je hranil v bosanski folklori in pregovoru s pomembno vsebino  "Od kulina Bana i dobrijeh dana" (Od Kulina Bana in tistih dobrih starih časov).
V Bosni in Hercegovini se po njem imenuje veliko ulic in trgov, kulturnih ustanov in nevladnih organizacij. V spomin nanj in njegova dejanja se vsako leto organizira več pomembnih kulturnih dogodkov, festivalov in proslav.